# Magyarország a 2002-es atlétikai Európa-bajnokságon
Magyarország a németországi Münchenen megrendezett 2002-es atlétikai Európa-bajnokság egyik részt vevő nemzete volt. Az ország a versenyen 30 sportolóval képviseltette magát.

## Érmesek
| Érem  | Versenyző      | Versenyszám         | Dátum         |
| ----- | -------------- | ------------------- | ------------- |
| Arany | Annus Adrián   | Férfi kalapácsvetés | augusztus 7.  |
| Arany | Fazekas Róbert | Férfi diszkoszvetés | augusztus 11. |
| Bronz | Németh Roland  | Férfi 100 m         | augusztus 7.  |
| Bronz | Vaszi Tünde    | Női távolugrás      | augusztus 7.  |

## Eredmények

### Férfi
| Versenyző       | Versenyszám | Selejtező | Selejtező | Selejtező | Előfutam | Előfutam | Előfutam | Elődöntő | Elődöntő | Elődöntő | Döntő    | Döntő    |
| Versenyző       | Versenyszám | Idő       | Hely.     | Össz.     | Idő      | Hely.    | Össz.    | Idő      | Hely.    | Össz.    | Idő      | Helyezés |
| --------------- | ----------- | --------- | --------- | --------- | -------- | -------- | -------- | -------- | -------- | -------- | -------- | -------- |
| Németh Roland   | 100 m       | 10,24     | 1.        | 2.        | 10,32    | 2.       | 8.       | 29,32    | 4.       | 8.       | 10,27    |          |
| Szeglet Zsolt   | 400 m       |           |           |           | 46,23    | 3.       | 10.      | 45,84    | 4.       | 6.       | 45,74    | 5.       |
| Csillag Balázs  | 5000 m      |           |           |           |          |          |          |          |          |          | 13:49,03 | 7.       |
| Csillag Levente | 110 m gát   |           |           |           | 13,88    | 3.       | 19.      | kiesett  | kiesett  | kiesett  | kiesett  | kiesett  |

| Versenyző       | Versenyszám   | Selejtező | Selejtező | Döntő    | Döntő    |
| Versenyző       | Versenyszám   | Eredmény  | Helyezés  | Eredmény | Helyezés |
| --------------- | ------------- | --------- | --------- | -------- | -------- |
| Kiss Szilárd    | Súlylökés     | 19,66 m   | 13.       | kiesett  | kiesett  |
| Bíber Zsolt     | Súlylökés     | 18,83 m   | 17.       | kiesett  | kiesett  |
| Fazekas Róbert  | Diszkoszvetés | 63,41 m   | 7.        | 68,83 m  |          |
| Varga Roland    | Diszkoszvetés | 61,14 m   | 13.       | kiesett  | kiesett  |
| Kővágó Zoltán   | Diszkoszvetés | 63,52 m   | 6.        | 63,63 m  | 7.       |
| Gécsek Tibor    | Kalapácsvetés | 79,03 m   | 6.        | 79,25 m  | 6.       |
| Kiss Balázs     | Kalapácsvetés | 79,32 m   | 4.        | 80,17 m  | 4.       |
| Annus Adrián    | Kalapácsvetés | 79,82 m   | 3.        | 81,17 m  |          |
| Horváth Gergely | Gerelyhajítás | 77,93 m   | 18.       | kiesett  | kiesett  |

| Versenyző     | Versenyszám | 100 m | 100 m | Távolugrás | Távolugrás | Súlylökés | Súlylökés | Magasugrás | Magasugrás | 400 m | 400 m | 110 m gát | 110 m gát | Diszkoszvetés | Diszkoszvetés | Rúdugrás | Rúdugrás | Gerelyhajítás | Gerelyhajítás | 1500 m  | 1500 m | Végeredmény | Végeredmény |
| Versenyző     | Versenyszám | Idő   | Pont  | Eredmény   | Pont       | Eredmény  | Pont      | Eredmény   | Pont       | Idő   | Pont  | Idő       | Pont      | Eredmény      | Pont          | Eredmény | Pont     | Eredmény      | Pont          | Idő     | Pont   | Pont        | Helyezés    |
| ------------- | ----------- | ----- | ----- | ---------- | ---------- | --------- | --------- | ---------- | ---------- | ----- | ----- | --------- | --------- | ------------- | ------------- | -------- | -------- | ------------- | ------------- | ------- | ------ | ----------- | ----------- |
| Kürtösi Zsolt | Tízpróba    | 11,07 | 845   | 693 cm     | 797        | 15,08 m   | 795       | 197 cm     | 776        | 50,23 | 804   | 14,62     | 896       | 46,25 m       | 793           | 460 cm   | 790      | 58,32         | 713           | 4:52,58 | 597    | 7806        | 11.         |

### Női
| Versenyző            | Versenyszám | Előfutam | Előfutam | Előfutam | Elődöntő | Elődöntő | Elődöntő | Döntő    | Döntő    |
| Versenyző            | Versenyszám | Idő      | Hely.    | Össz.    | Idő      | Hely.    | Össz.    | Idő      | Helyezés |
| -------------------- | ----------- | -------- | -------- | -------- | -------- | -------- | -------- | -------- | -------- |
| Szabó Enikő          | 100 m       | 11,62    | 7.       | 28.      | kiesett  | kiesett  | kiesett  | kiesett  | kiesett  |
| Szabó Enikő          | 200 m       | 23,78    | 7.       | 21.      | kiesett  | kiesett  | kiesett  | kiesett  | kiesett  |
| Petráhn Barbara      | 200 m       | 24,31    | 7.       | 24.      | kiesett  | kiesett  | kiesett  | kiesett  | kiesett  |
| Petráhn Barbara      | 400 m       | 52,72    | 5.       | 15.      | kiesett  | kiesett  | kiesett  | kiesett  | kiesett  |
| Varga Judit          | 1500 m      | 4:07,71  | 1.       | 8.       |          |          |          | 4:02,37  | 4.       |
| Tóth Lívia           | 1500 m      | 4:19,53  | 10.      | 30.      |          |          |          | kiesett  | kiesett  |
| Papp Krisztina       | 5000 m      |          |          |          |          |          |          | 16:20,23 | 16.      |
| Kálovics Anikó       | 10 000 m    |          |          |          |          |          |          | 32:22,61 | 14.      |
| Földingné Nagy Judit | maraton     |          |          |          |          |          |          | 2:37:33  | 10.      |
| Vári Edit            | 100 m gát   | 13,32    | 4.       | 18.      | kiesett  | kiesett  | kiesett  | kiesett  | kiesett  |

| Versenyző        | Versenyszám   | Selejtező | Selejtező | Döntő    | Döntő    |
| Versenyző        | Versenyszám   | Eredmény  | Helyezés  | Eredmény | Helyezés |
| ---------------- | ------------- | --------- | --------- | -------- | -------- |
| Győrffy Dóra     | Magasugrás    | 190 cm    |           | 180 cm   | 12.      |
| Molnár Krisztina | Rúdugrás      | 440 cm    |           | 430 cm   | 7.       |
| Szabó Zsuzsa     | Rúdugrás      | 415 cm    |           | kiesett  | kiesett  |
| Vaszi Tünde      | Távolugrás    | 659 cm    | 2.        | 673 cm   |          |
| Ajkler Zita      | Távolugrás    | 616 cm    | 16.       | kiesett  | kiesett  |
| Ajkler Zita      | Hármasugrás   | 13,34 m   | 21.       | kiesett  | kiesett  |
| Szabó Nikolett   | Gerelyhajítás | 55,30 m   | 11.       | 59,28 m  | 8.       |
| Tudja Julianna   | Kalapácsvetés | 61,46 m   | 21.       | kiesett  | kiesett  |
| Sugár Barbara    | Kalapácsvetés | 56,20 m   | 38.       | kiesett  | kiesett  |